# Indigo (RM)
Indigo è il primo album in studio del rapper sudcoreano RM, pubblicato il 2 dicembre 2022.

## Antefatti e pubblicazione
Il 14 giugno 2022, durante i festeggiamenti per il loro nono anniversario, i BTS hanno annunciato che si sarebbero dedicati maggiormente alle rispettive attività soliste nell'imminente futuro. RM in particolare ha raccontato di aver sofferto di esaurimento creativo e di aver perso il senso dell'orientamento dopo l'uscita di Map of the Soul: 7 e Dynamite nel 2020, e che la pressione a produrre costantemente nuova musica, esercitata dall'industria K-pop, aveva complicato la sua crescita e maturazione come artista, al punto da aver bisogno di tempo per pensare e riscoprire la sua identità musicale. L'anno precedente, parlando del mixtape su cui stava lavorando dal 2019, dopo RM (2015) e Mono (2018), aveva condiviso in un'intervista:
Oltre ad annunciare le loro attività soliste, i BTS hanno anche informato che i mixtape che stavano realizzando sarebbero stati convertiti in album veri e propri. Il 21 luglio 2022, durante una diretta su Weverse, RM ha aggiornato i fan sui progressi del proprio, affermando che era pronto al 90% e gli restavano da preparare il video musicale e i contenuti promozionali. Un'esclusiva di JTBC News del 1º novembre ha riportato che l'avrebbe pubblicato il 25 di quello stesso mese, affermazione che la Big Hit Music ha commentato limitandosi a confermare che il disco era in lavorazione. La data effettiva di uscita, il 2 dicembre, è stata annunciata il 10 novembre insieme al titolo, Indigo. Nei giorni seguenti, il rapper ha caricato su Instagram alcune foto indicanti l'atmosfera generale dell'album: un'immagine blu con la frase in inglese "the last archive of my twenties" ("l'ultimo archivio dei miei vent'anni"), la foto di una stanza arredata con colori caldi, e uno scatto della confezione esterna. I pre-ordini sono stati aperti il 15 novembre.
Il 22 novembre è stato caricato online un Identity Film, un montaggio di immagini sfocate nei toni del blu che scorrono su un sottofondo di scariche statiche, accompagnato da una descrizione in inglese dell'album che lo identifica come una documentazione della sua giovinezza, "un disco scolorito dal sole, sbiadito come dei vecchi jeans". Il giorno seguente sono state diffuse cinque foto teaser di RM in piedi in una stanza spoglia rischiarata da una luce morbida, con addosso abiti monocromatici, di jeans blu o completamente bianchi. Sulla parete di fondo è appeso il quadro Blu del pittore Yun Hyong-keun, apprezzato dal rapper. La lista tracce è stata pubblicata il 24 novembre ed è composta da dieci pezzi che vedono la partecipazione di altri artisti coreani e internazionali tra cui Erykah Badu, Anderson Paak e Mahalia. Un teaser dell'apripista Wild Flower con Youjeen dei Cherry Filter è stato caricato su YouTube il 1º dicembre. Il video musicale completo è diventato disponibile in contemporanea con l'uscita di Indigo. Un secondo video musicale, per Still Life, è uscito alla mezzanotte del 7 dicembre.

## Descrizione
RM ha affermato di non essersi focalizzato su un unico concept o genere per l'intera opera, ma di aver lavorato indipendentemente su ogni pezzo, ciascuno dei quali è risultato quindi appartenere a uno stile musicale diverso, sebbene la sua intenzione non fosse inserire tanti generi musicali, quanto piuttosto provare dei nuovi sound. Musicalmente, Indigo è un album R&B e hip hop con elementi rock, pop, funk, neo soul ed elettronici, cantato prevalentemente in coreano, con Change pt.2 e Closer come sole tracce completamente in inglese. RM ha collaborato alla scrittura di tutti i pezzi, mentre Pdogg, Docskim, Honne, eAeon e John Eun si sono occupati della loro produzione. Change pt.2 e Lonely sono gli unici in cui non appaiono altri artisti: il rapper ha commentato la presenza di tanti ospiti paragonando l'album a "una mostra che ho curato di persona". Tre canzoni sono state scritte nel 2019, mentre le altre nel 2021 e nei primi mesi del 2022. Gli arrangiamenti sono stati completati nel successivo mese di settembre.
RM ha descritto l'album come "il mio diario e archivio dal 2019 al 2022", che documenta la sua crescita umana e artistica, adottando un approccio narrativo più intimo rispetto ai precedenti mixtape, dove "ero più concentrato sull'affermare i miei pensieri o i miei gusti, quindi non lasciava agli ascoltatori abbastanza spazio per digerirli". Come titolo ha scelto Indigo, "indaco", per segnalare un punto di contrasto con l'atmosfera bianca e nera di Mono, esprimendo "le mie mutate tendenze, colori e pensieri", e perché è un colore di origine naturale. È anche la tonalità che appare nei primi lavori del pittore Yun Hyong-keun, dalla cui perseveranza ed esperienza RM ha tratto ispirazione per il disco, affermando di aver creato, con Indigo, un'opera che "trascende i confini" tra arte e musica.
Per Rhian Daly di NME, il disco parla di incertezza e cambiamento, sia nei rapporti umani che in "una vita che si è svolta sotto lo sguardo indagatore dell'opinione pubblica", risultando, secondo Lenika Cruz del The Atlantic, "autobiografico senza essere troppo letterale". Si apre con Yun, in cui la voce di Yun Hyong-keun narra "Diciamo che l'essenza della vita siano la naturalezza, la gentilezza e la bellezza, ma, secondo me, se hai la naturalezza, significa che hai tutto". Nel testo, RM parla di riprendere i contatti con il suo sé più giovane, mentre Erykah Badu interpreta una dichiarazione del pittore nell'hook su un ritmo boom bap: "You keep the silence / 'Fore you do somethin' now / You be a human / 'Til the death of you now" ("Resta in silenzio / prima di fare qualcosa / Sii un essere umano / fino alla tua morte"). In Still Life, un pezzo hip hop upbeat con squillanti corni jazz, RM paragona la propria vita a un dipinto "in costante esposizione", che continua però ad andare avanti alle proprie condizioni; è ispirato al concetto di "natura morta" (still life), che viene anche capovolto e interpretato come still (in) life, "ancora in vita". È seguito da All Day, dove l'artista si alterna con Tablo nel discutere di come scoprire la propria originalità a prescindere dagli algoritmi. Forg_tful è una ballad in cui canta nel suo registro vocale più basso, e contiene esclusivamente suoni e strumenti acustici come chitarra e fischietto. Da un messaggio privato inviato a Paul Blanco ha avuto origine Closer, una canzone R&B sul desiderio per una persona che l'ha conquistato; Change pt.2, che si muove tra un beat elettronico e accordi di piano jazz, vede RM ricordare ciò che è cambiato attorno a lui, mentre in Lonely, pezzo pop con influenze stadium rock, esprime la solitudine provata restando chiuso in stanze d'albergo circondate da palazzi sconosciuti. È stato realizzato nell'aprile 2022, durante il soggiorno a Las Vegas per quello che sarebbe stato l'ultimo tour dei BTS prima del servizio militare. Hectic, scritta da ubriaco in un taxi, ha toni city pop e rimandi a Seoul (da Mono) nei testi, mentre il brano principale Wild Flower si colloca nei canoni del rock e contiene il suo desiderio di vivere tranquillamente come un fiore selvatico, invece che come una fiamma vistosa che sparisce rapidamente: nelle strofe il rapper allude alle sue ansie, ma anche alla propria speranza, simboleggiata da un fiore che esplode, e sul finale parla dei suoi inizi in campo musicale, radicati nella poesia, "mia unica e sola forza e sogno che mi ha protetto finora". Inizialmente s'intitolava Flowerworks, neologismo coniato da RM per creare una rima con le parole coreane per "fuoco d'artificio" e "fiore", ma è stato successivamente cambiato nel timore che il pubblico non ne capisse il significato. L'album si chiude con No.2, una ballad suonata dalla chitarra acustica che riprende il motto "non guardarti indietro" dal mito di Orfeo. Il titolo è un omaggio al primo dipinto in tecnica "dripping" di Jackson Pollock, Number 1, e simboleggia anche il "secondo capitolo" della carriera del rapper.
La versione fisica di Indigo ha una copertina minimalista bianca che riporta la frase "Record of RM: Indigo. From the colors of nature, human, etc." ("Registrazione di RM: Indigo. Dai colori della natura, degli esseri umani, ecc."). La copertina della versione digitale, fotografata da Mok Jung-wook, usa invece il dipinto Blu (1972) di Yun Hyong-keun, appeso al muro sopra al rapper, seduto sul pavimento. L'opera appare per concessione della Tenuta di Yun Hyong-keun e della PKM Gallery, mentre lo sgabello Charlotte Perriand sulla destra dello scatto è di proprietà di RM.

## Promozione
RM ha discusso di Indigo in interviste rilasciate a NME, Variety, The Atlantic, Vogue e Hypebeast. Il giorno stesso dell'uscita ha tenuto una diretta in streaming su Weverse e si è esibito per la serie Tiny Desk Concert di NPR con Seoul (da Mono), Yun e Still Life, accompagnato da un complesso live costituito da Docskim alla tastiera, John Eun alla chitarra, Jaeshin Park al basso e JK Kim alla batteria. Ha inoltre parlato del disco al programma Melon Station di Melon in due puntate distribuite il 2 e il 4 dicembre, e il 3 dicembre con Zach Sang in un'intervista trasmessa sull'app Amp. Quello stesso giorno è stato caricato su YouTube un Magazine Film in cui racconta i retroscena di Indigo insieme agli artisti che vi hanno partecipato.
Il 5 dicembre ha tenuto un concerto su piccola scala al Rolling Hall nel distretto di Mapo, Seul, davanti a 200 fan selezionati, attraverso una lotteria, tra coloro che hanno pre-ordinato Indigo. La scaletta ha incluso tutte le tracce di Indigo tranne Change pt. 2 e No.2, il singolo Sexy Nukkim realizzato nei mesi precedenti con i Balming Tiger, e Intro: Persona dalla discografia dei BTS. Paul Blanco, Kim Sa-wol, Colde e Youjeen sono apparsi come ospiti a sorpresa. La registrazione, lunga circa 50 minuti, è stata caricata su YouTube il 16 dicembre. Nel frattempo, il 9 dicembre è stata resa disponibile, sul canale ufficiale dei BTS, un'esibizione dal vivo di Wild Flower, Still Life, Change pt.2 e No.2 filmata al museo d'arte contemporanea Dia Beacon di Beacon, New York.
Il 21 febbraio 2023 è stato caricato sul canale YouTube dei BTS il video musicale di Closer, consistente di un montaggio di clip provenienti dal film Decision to Leave di Park Chan-wook, accompagnato da un arrangiamento lo-fi del pezzo.

## Accoglienza
| Recensione   | Giudizio |
| ------------ | -------- |
| AllMusic     |          |
| Clash        | 8/10     |
| IZM          |          |
| NME          |          |
| The Observer |          |

Rhian Daly di NME ha assegnato 5 stelle su 5 a Indigo, reputandolo un album "imprevedibile e irrequieto", che "si sente imperturbato dalle tendenze attuali e suona molto probabilmente per mettere a segno un colpo, concentrandosi invece sulla costruzione del proprio mondo inimitabile". Ne ha apprezzato i testi, in particolare quelli di Yun e Wild Flower, che ha ritenuto tra i migliori del rapper, e ha indicato Change pt.2 come traccia più interessante e sperimentale. Per Michelle Hyun Kim di Rolling Stone, è un "avventuroso ritratto sonico del mondo interiore di RM, il lavoro di un artista che trova la sua voce riunendo le influenze che risuonano con la sua anima". Mary Siroky di Consequence ha scritto che "cattura qualcosa dell'esperienza umana, ovverosia che c'è spazio per il genere di struggimento profondo espresso in Wild Flower (con Youjeen) accanto alla gioia in Still Life (con Anderson Paak)", lodando la "catarsi creativa", le sperimentazioni musicali e il "commovente svelamento di crepacuore e speranza", e indicando All Day, Wild Flower e Still Life come tracce essenziali; Siroky ha poi scelto quest'ultima anche come canzone della settimana. Secondo Abbie Aitken di Clash, con l'album "RM presenta un accumulo vivido di lezioni apprese, bravura artistica e uno sguardo maturo sull'invecchiamento", dimostrando la propria crescita e rendendo Indigo "calmo, verosimile e fresco" grazie alla combinazione tra arte e interpretazione della natura. Choi Ji-won del Korea Herald ha ritenuto che le tracce leghino tra loro in modo naturale, così come il sound di RM si fonde con quello dei musicisti ospiti.
Tara Joshi del The Observer ha fatto una recensione contrastante di Indigo: da una parte ha ritenuto che offra una "struggente introspezione sui confini della fama gigantesca", con una produzione che "luccica" e il rap di RM "esuberante, a volte teso come un elastico, altrove un sottile raschiare"; dall'altra ha descritto la voce dell'artista quando canta "meno sorprendente, anche se non meno piena di sentimento" e stroncato Lonely, considerandola "stucchevole", concludendo che "comunque, Indigo è una raccolta raffinata che abbraccia con sicurezza sia il pop che il rap".
Il Time l'ha inserito tra gli album K-pop migliori dell'anno, trovando che "il leader del BTS scrive un'intima registrazione della giovinezza che trasforma pagine di diario in canzoni" e "le [sue] meditazioni sono sempre specifiche e universali allo stesso tempo". È anche apparso in vetta alla classifica degli album K-pop più belli del 2022 secondo Billboard, per il quale "RM ha catturato l'essenza dei suoi vent'anni nelle 10 tracce di Indigo, ma questo viaggio da 32 minuti va ben oltre l'esperienza di una persona. Come la buona arte, Indigo parla a idee e messaggi che sono complicati da spiegare con le parole di ogni giorno, ma basta ascoltare la musica per farli affiorare tutti in superficie". Per Rolling Stone India è stato il terzo album coreano di hip hop e R&B migliore del 2022, "offrendo agli ascoltatori una comprensione più profonda del rapporto [di RM] con le nozioni di identità, fama, solitudine, amore, crepacuore e altro", il cui "maggior punto di forza è la sua storia lineare". Dazed ha inserito Wild Flower in posizione 17 nella top 40 delle canzoni K-pop più belle dell'anno, scrivendo che è "un'istantanea splendidamente misurata, prodotta ed eseguita della psiche di una superstar, tanto affascinante quanto profondamente commovente".

## Tracce
1. Yun (con Erykah Badu) – 3:53 (RM, Logikal J, Ghstloop)
2. Still Life (con Anderson Paak) – 2:55 (RM, Ninos Hanna, Emil Schmidt, Adam Kulling, Ghstloop)
3. All Day (con Tablo) – 3:06 (Pdogg, RM, Tablo)
4. Forg_tful (건망증?, GeonmanjeungLR; lett. "Dimenticanza", con Kim Sa-wol) – 2:42 (RM, John Eun)
5. Closer (con Paul Blanco e Mahalia) – 3:16 (RM, Andy Clutterbuck, James Hatcher, Mahalia Burkmar, Benjamin Hart, Paul Blanco, Pdogg)
6. Change pt.2 – 1:54 (RM, eAeon)
7. Lonely – 2:46 (RM, Pdogg)
8. Hectic (con Colde) – 3:46 (Pdogg, RM, Colde)
9. Wild Flower (들꽃놀이?, Deulkkonnor-iLR; lett. "Giocare con i fiori selvatici", con Youjeen) – 4:33 (RM, Docskim)
10. No.2 (con Park Ji-yoon) – 3:13 (RM, John Eun)

## Formazione
Crediti tratti dalla note di copertina dell'album.
- RM – voce, scrittura (tutte le tracce), arrangiamento voci e rap (tutte le tracce), registrazione (tutte le tracce), controcanto (tracce 3, 5-10), percussioni (traccia 4)
- JaRon "Joe Cool" Adkison – registrazione (traccia 1)
- Erykah Badu – voce ospite (traccia 1), controcanto (traccia 1)
- Antwone Barnes – coro (tracce 2-3)
- Duane Benjamin – co-produzione del coro (tracce 2-3), arrangiamento coro (tracce 2-3), orchestrazione (tracce 2-3)
- Paul Blanco – voce ospite (traccia 5), scrittura (traccia 5), controcanto (traccia 5), registrazione (traccia 5)
- Rachel Blum – assistenza al missaggio (traccia 2)
- Dedrick Bonner – direzione coro (tracce 2-3), arrangiamento coro (tracce 2-3), orchestrazione (tracce 2-3), coro (tracce 2-3)
- Bryce Charles – coro (tracce 2-3)
- Choi Hye-jin – registrazione (traccia 10)
- Marqell Ward Clayton – coro (tracce 2-3)
- Andy Clutterbuck – scrittura (traccia 5)
- Colde – voce ospite (traccia 8), registrazione (traccia 8)
- DJ Riggins – assistenza al missaggio (traccia 2)
- Docskim – produzione (traccia 9), scrittura (traccia 9), piano (traccia 9), sintetizzatore (traccia 9), basso (traccia 9), programmazione (traccia 9), arrangiamento archi (traccia 9)
- eAeon – produzione (traccia 6), scrittura (traccia 6), tastiera (traccia 6), sintetizzatore (traccia 6), registrazione (traccia 6)
- John Eun – produzione (tracce 4, 10), scrittura (tracce 4, 10), piano (tracce 4, 10), chitarra acustica (tracce 4, 10), basso (tracce 4, 10), percussioni (tracce 4, 10), piano elettrico (traccia 10),  sintetizzatore (traccia 10), chitarra elettrica (traccia 10), controcanto (traccia 10), arrangiamento voci e rap (tracce 4, 10), registrazione (tracce 4, 10), editing digitale (tracce 4, 10), missaggio (tracce 4, 10)
- Evan – editing digitale (tracce 2-3, 5, 7-8)
- Chris Gehringer – mastering
- Ghstloop – produzione (tracce 1-2), scrittura (tracce 1-2), tastiera (tracce 1-2), sintetizzatore (tracce 1-2), editing digitale (tracce 1-2, 6)
- Summer Greer – coro (tracce 2-3)
- Ninos Hanna – produzione (traccia 2), scrittura (traccia 2)
- Benjamin Hart – scrittura (traccia 5)
- James Hatcher – scrittura (traccia 5)
- Hissnoise – editing digitale (traccia 9)
- Honne – produzione (traccia 5), tastiera (traccia 5), sintetizzatore (traccia 5), chitarra (traccia 5), programmazione batteria (traccia 5)
- Joo Ye-chan – assistenza alla registrazione (traccia 9)
- Jaycen Joshua – missaggio (traccia 2)
- Onewoo Kang – programmazione aggiuntiva (traccia 9)
- David Kim – missaggio (traccia 3)
- Jongkuk Kim – batteria (traccia 10)
- Kim Sa-wol – voce ospite (traccia 4)
- Rob Kinelski – missaggio (traccia 6)
- Adam Kulling – produzione (traccia 2), scrittura (traccia 2), tastiera (traccia 2), sintetizzatore (traccia 2)
- Ken Lewis – missaggio (tracce 1, 5)
- Logikal J – produzione (traccia 1), scrittura (traccia 1), tastiera (traccia 1), sintetizzatore (traccia 1)
- Mahalia – voce ospite (traccia 5), scrittura (traccia 5)
- Maiz – editing digitale (tracce 2-3, 5)
- Manny Marroquin – missaggio (traccia 9)
- Sha'leah Nikole – coro (tracce 2-3)
- Oh Sung-geun – registrazione (traccia 9)
- Anderson Paak – voce ospite (traccia 2)
- Park Ji-yoon – voce ospite (traccia 10), controcanto (traccia 10)
- Pdogg – produzione (tracce 3, 7-8), co-produzione (traccia 4), scrittura (tracce 3, 5, 7-8), tastiera (tracce 3, 5, 7-8), sintetizzatore (tracce 3, 7-8), programmazione batteria (traccia 5)
- Zach Pereyra – assistenza al missaggio (traccia 9)
- Ililta Pina – coro (tracce 2-3)
- Erik Reichers – registrazione (tracce 2-3)
- James F. Reynolds – missaggio (traccia 7)
- Jacob Richards – assistenza al missaggio (traccia 2)
- Clinton Roane – coro (tracce 2-3)
- Emil Schmidt – produzione (traccia 2), scrittura (traccia 2)
- Mike Seaberg – missaggio (traccia 2)
- Shin Min – arrangiamento archi (traccia 9), direzione archi (traccia 9)
- Emily Silva – coro (tracce 2-3)
- Slowminsteady – chitarra (traccia 9)
- Tablo – voce ospite (traccia 3), scrittura (traccia 3)
- Trey Station – assistenza al missaggio (traccia 9)
- Julio Ulloa – registrazione (traccia 2)
- Anthony Vilchis – assistenza al missaggio (traccia 9)
- Yang Ga – missaggio (traccia 8)
- Youjeen – voce ospite (traccia 9), controcanto (traccia 9), arrangiamento voci e rap (traccia 9)
- Young – chitarra (traccia 5), registrazione (traccia 5)
- Yungstring – archi (traccia 9)
- Zin – arrangiamento voci e rap (traccia 9), registrazione (traccia 9)

## Successo commerciale
Nelle diciannove ore successive alla sua uscita, Indigo ha raggiunto la vetta della classifica album di iTunes in 67 paesi del mondo, mentre il brano Wild Flower è arrivato al primo posto in 87 territori tra cui Stati Uniti, Canada, Francia e Germania.
In Corea del Sud è stato l'album più venduto nella sua prima giornata di disponibilità: il CD ha totalizzato 172 478 copie, mentre la versione Weverse Album 130 315. Nella classifica settimanale è arrivato secondo, con 487 861 copie per il CD, e quarto, con 176 595 per il Weverse Album.
In Giappone è stato l'album più scaricato della settimana con 3 231 download raccolti in tre giorni, fino al 4 dicembre. Nella classifica complessiva, che conta anche vendite fisiche e riproduzioni in streaming, ha fatto il suo ingresso alla 16ª posizione grazie ai soli download e ascolti in streaming, ed è salito alla 4ª posizione la settimana successiva con l'uscita del CD.
Negli Stati Uniti Indigo è stato inizialmente distribuito soltanto per lo streaming e il download digitale, esordendo 15º nella Billboard 200 ed entrando alla 10ª posizione della classifica Top Album Sales grazie a 10 500 download, mentre Wild Flower è entrata nella Billboard Hot 100 in posizione 83. Con l'uscita del CD, avvenuta il 16 dicembre, Indigo è ritornato nella Billboard 200 alla 3ª posizione grazie a 83 000 unità equivalenti ad album, di cui 77 500 copie fisiche, 1 500 download digitali, 4 000 "stream-equivalent album" risultanti da 5,3 milioni di riproduzioni in streaming delle varie tracce, e un numero irrisorio di "track-equivalent album" derivanti dalle vendite digitali dei singoli brani.

## Classifiche

### Classifiche settimanali
| Classifica (2022-23) | Posizione massima |
| -------------------- | ----------------- |
| Australia            | 26                |
| Austria              | 29                |
| Belgio (Fiandre)     | 54                |
| Belgio (Vallonia)    | 8                 |
| Canada               | 19                |
| Corea del Sud        | 2                 |
| Croazia              | 3                 |
| Danimarca            | 25                |
| Finlandia            | 7                 |
| Francia              | 27                |
| Germania             | 18                |
| Giappone             | 4                 |
| Grecia               | 18                |
| Irlanda              | 64                |
| Italia               | 21                |
| Lituania             | 3                 |
| Nuova Zelanda        | 12                |
| Paesi Bassi          | 67                |
| Polonia              | 11                |
| Portogallo           | 3                 |
| Regno Unito          | 45                |
| Spagna               | 28                |
| Stati Uniti          | 15                |
| Svezia               | 55                |
| Svizzera             | 6                 |
| Ungheria             | 9                 |

### Classifiche di fine anno
| Classifica (2022) | Posizione |
| ----------------- | --------- |
| Corea del Sud     | 31        |
| Classifica (2023) | Posizione |
| Portogallo        | 36        |